# Окойн, Эдриан

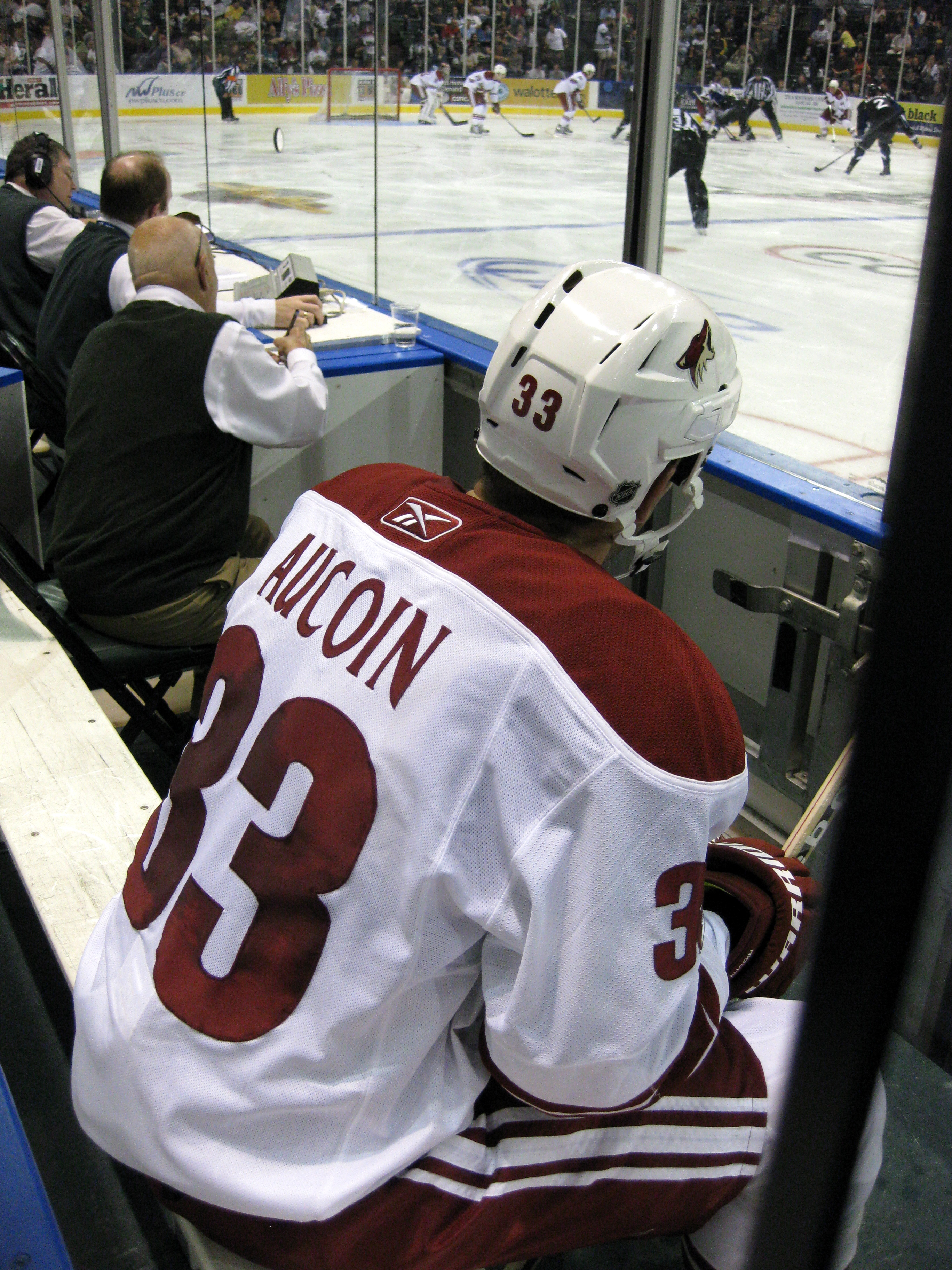
Окойн в составе «Финикса»

Э́дриан Око́йн (англ. Adrian Aucoin; род. 3 июля 1973, Оттава, Онтарио, Канада) — канадский хоккеист, защитник. Окойн провел в Национальной хоккейной лиге 18 сезонов в составе клубов «Ванкувер Кэнакс», «Тампа-Бэй Лайтнинг», «Нью-Йорк Айлендерс», «Чикаго Блэкхокс», «Калгари Флэймз», «Финикс Койотис» и «Коламбус Блю Джекетс».

## Биография

### Игровая карьера
Окойн был задрафтован в 1992 году клубом НХЛ «Ванкувер Кэнакс» под общим 117-м номером. В составе «Ванкувера» Окойн утвердился в качестве грозного наступательного оружия, особенно при игре в большинстве. Однако, этот прорыв произошёл только в четвёртом его сезоне в составе «Кэнакс». Окойн совершил качественный скачок с 3-х заброшенных шайб в сезоне 1997-98 до 23-х в следующем. 18 из них были заброшены в большинстве, что позволило Окойну стать совладельцем рекорда по количеству шайб в большинстве за один сезон среди защитников вместе с Дени Потвеном. Этот рекорд был побит Шелдоном Суреем в сезоне 2006-07 (19 голов в большинстве). В дополнение к лучшим показателям среди защитников по голам и голам в большинстве в сезоне 1998-99 Окойн также имел лучшие для защитников показатели по голам в меньшинстве (2) и победным голам (3).
Однако, после полутора сезонов атакующая мощь Окойна пошла на убыль, и в сезоне 2000-01 он забросил только 3 шайбы в 47 матчах. 7 февраля 2001 года Окойн (а также право выбора во втором раунде драфта 2001 года) был обменян в «Тампа-Бэй Лайтнинг» на вратаря Дэна Клотье. За «Тампу» Окойн провел всего 26 матчей в регулярном сезоне, после чего в межсезонье вместе с Александром Харитоновым был обменян в «Нью-Йорк Айлендерс» на Мэтью Бирона и право выбора во втором раунде драфта 2002 года.
В составе «Айлендерс» Окойн поднял свои атакующие показатели на новый уровень. В сезоне 2003-04 он сделал 33 голевые передачи и набрал 44 очка (оба показателя — лучшие в карьере). Это позволило ему быть избранным в число участников Матча всех звезд 2004 года от Восточной конференции. Он разделил победу в конкурсе на самый сильный бросок с Шелдоном Суреем из «Монреаль Канадиенс» (102,2 миль/час), а также забросил первую шайбу в матче, который Восточная конференция выиграла — 6:4.
В сезоне 2004-05 во время локаута Окойн играл за клуб «МОДО» Шведской элитной серии. После окончания локаута он подписал контракт с «Чикаго Блэкхокс» на 4 года. Однако, в первые два года контракта его преследовали травмы, и перед сезоном 2007-08 Окойн решил отказаться от пункта своего контракта о невозможности обмена и отправился (вместе с правом выбора в седьмом раунде драфта) в «Калгари Флеймз» в обмен на Андрея Зюзина и Стива Марра.
В своем первом сезоне 2007-08 в «Калгари» Окойн в пятый раз за карьеру превысил рубеж в 30 очков за сезон, набрав 35, а в следующем сезоне и в шестой раз — 34 очка.
Летом 2009 года Окойн заключил контракт с «Финикс Койотис» как свободный агент.
В ноябре 2013 года объявил о завершении карьеры. В настоящее время Окойн работает в «Чикаго», где он занимается с молодыми защитниками.
У Эдриана Окойна есть младший брат Фил, тоже хоккеист, играющий в настоящее время в Голландии.

## Статистика
| Легенда | Легенда                    | Легенда | Легенда                   | Легенда | Легенда    |
| ------- | -------------------------- | ------- | ------------------------- | ------- | ---------- |
| И       | Количество проведённых игр | Штр     | Штрафное время            | +/−     | Плюс-минус |
| Г       | Голы                       | П       | Голевые передачи          | О       | Очки       |
| -       | Статистика неизвестна      | —       | Статистика не учитывалась |         |            |